# Невматичний спів
Невмати́чний спів (грец. νεῦμα — знак; жест), також невматичний розспів — спосіб розспіву тексту, при якому на один його склад припадає два або три звуки мелодії.
Невматичний спів характерний культовій музики світових релігій. В католицьких богослужіннях невматичний розспів застосовується в переважній більшості антифонів і гімнів офіцію. В православних богослужіннях в невматичному стилі розспівується велика частина стихир знаменного розспіву (у синодальному квадратнонотному Октоїху).